# Politically Incorrect (débat télévisé)
Politically Incorrect est un talk-show américain de fin de soirée animé par l'humoriste Bill Maher, diffusé de 1993 à 1996 sur la chaîne de télévision Comedy Central et de 1997 à 2002 sur le réseau ABC. L'émission, diffusée quotidiennement et d'une durée de 30 minutes, permettait à un panel d'invités de discuter de l'actualité politique du moment et de faire la promotion, le cas échéant, de leurs créations respectives. 
L'émission, enregistrée avant diffusion, s'est déroulée durant plusieurs années dans les locaux de CBS à New York, avant de déménager à Los Angeles afin de faciliter la venue, au sein du programme, de personnalités plus médiatiques.  Elle a été nommée dix-sept fois aux Emmy Awards et a reçu, en 2000, l'Emmy Award de la « Meilleure direction technique, cadrage et vidéo pour une émission ».
Politically Incorrect est considérée par certains observateurs comme l'émission ayant donné une identité à la chaîne de télévision Comedy Central. Chaîne de télévision dont la thématique centrale est l'humour, sa grille des programmes était principalement composée, à ses débuts, de rediffusions de séries télévisées, de comédies humoristiques et d'extraits de spectacles de stand-up; Politically Incorrect marque à la fois le premier vrai succès de la chaîne en termes d'audience, qui entraînera rapidement son acquisition par ABC, et marque un tournant dans la programmation de la chaîne, celle-ci accueillant par la suite d'autres émissions satiriques à succès, telles que le Daily Show de Jon Stewart ou The Colbert Report de Stephen Colbert.
Politically Incorrect est déprogrammée en 2002 sur fond de polémiques post-11 septembre, relatives à des propos tenus, à l'antenne, par le présentateur de l'émission Bill Maher, concernant le courage des terroristes. Après son départ de ABC et l'arrêt de l'émission, il produit et anime l'année suivante l'émission de débat Real Time with Bill Maher sur HBO.